# Bayerische Versicherungsbank
Die Bayerische Versicherungsbank AG war ein deutsches Versicherungsunternehmen mit Sitz in München. Zuletzt gehörte der Versicherer bis zu seiner Auflösung 2005 zur Allianz.

## Geschichte
Die Bayerische Versicherungsbank AG wurzelte in der 1835 gegründeten Bayerischen Hypotheken- und Wechsel-Bank, die bereits im Folgejahr als eines von zwei Unternehmen neben der Bayerischen Landesbrandversicherungsanstalt das Versicherungsgeschäft betrieb. Ab 1853 expandierte die Bank ihr Versicherungsgeschäft auch in andere deutsche Staaten.
Nachdem 1901 das Versicherungsaufsichtsgesetz in Deutschland in Kraft trat, das eine Trennung des Versicherungsgeschäfts von anderer Tätigkeit verlangt, wurde 1906 die Bayerische Versicherungsbank AG als eigenständige Tochtergesellschaft der Bank ausgegründet. 1911 wurde als Reaktion auf das Erdbeben von San Francisco unter Generaldirektor Carl Ritter von Rasp die Bayerische Rückversicherungsbank, die später lange Zeit als Bayerische Rückversicherung firmierte, gegründet.
Im Zuge der Hyperinflation 1923 verkaufte die Bayerische Hypotheken- und Wechsel-Bank ihre Erstversicherungstochter an die Allianz, während der Rückversicherer im Folgejahr mehrheitlich an die Schweizerische Rückversicherungs-Gesellschaft veräußert wurde. Im Zuge der Fusion der Allianz mit dem Stuttgarter Verein 1927 wurden die in Stuttgart ansässigen Stuttgart-Lübeck Lebensversicherung und die Stuttgarter Lebensversicherungsbank sowie die in München sitzende Bayerische Lebens- und Unfall-Versicherungsbank auf die nach Stuttgart umziehende Allianz Lebensversicherungsbank unter der Firma Allianz und Stuttgarter Lebensversicherungsbank verschmolzen, die Bayerische Versicherungsbank beschränkte unterdessen ihren Tätigkeitsbereich auf Bayern und übernahm unterdessen das bayerische Geschäft der anderen Gesellschaften.
Im Zuge einer Vertriebskooperationsvereinbarung mit den bayerischen Genossenschaftsbanken übernahmen diese 1941 10 % der Anteile an dem Unternehmen. Im November 2005 kaufte die Allianz dem Genossenschaftsverband seine Anteile ab, so dass der Konzern Alleingesellschafter wurde, um diese sowie die 1929 übernommene Frankfurter Allgemeine Versicherung mit den deutschen Allianztochtergesellschaften zu verschmelzen. Rückwirkend zum 1. Oktober wurde die Verschmelzung durchgeführt, sie war Teil einer großen Umorganisierung der Allianz in deren Zuge über 7000 Stellen abgebaut wurden.